# Sebastian Cattaneo
Sebastian Cattaneo OP (auch Sebastian Cattaneus; italienisch Sebastiano Cattaneo; * 1545 in Mailand; † 28. April 1609 ebenda) gehörte dem Dominikanerorden an und war 1589–1609 Bischof von Chiemsee. Bekannt wurde er auch durch seine theologischen Schriften.

## Leben
Sebastian war der Sohn des Gotardo Cattaneo. Als er in das Mailänder Dominikanerkloster Sant’ Eustorgio eintrat, besaß er bereits den akademischen Grad eines Doktors der Theologie. Im Kloster wurde er Lektor des theologischen Studiums und später Prior. Er war Pönitentiar am Mailänder Dom, ein beliebter Prediger und Beichtvater der höheren Gesellschaftskreise. Zudem war er ein enger Mitarbeiter des Kardinals Karl Borromäus.
Es ist nicht bekannt, wann und warum Cattaneo Mailand verließ. Er ist als Provinzial des Dominikanerordens in Ungarn belegt, hielt sich vielleicht auch in Böhmen auf und lebte ab 1579 in Bozen. Seit 1582 hielt er sich in Salzburg auf, wo er theologischer Berater des Erzbischofs Johann Jakob von Kuen-Belasy war und mehrere dogmatische und moraltheologische Schriften herausgab. Spätestens ab 1584 bekleidete er das Amt eines Assessors sowie Rats des Konsistoriums und war ab 1586 Leiter des Priesterseminars. Nach dem Tod des Erzbischofs Kuen-Belasy 1586 amtierte er bei der Wahl von dessen Nachfolger Georg von Kuenburg als Notar. Da Georg von Kuenburg nur acht Monate im Amt war, folgte ihm 1587 Erzbischof Wolf Dietrich von Raitenau, dessen Beichtvater Sebastian Cattaneo war.
Nach dem Tod des Chiemseer Bischofs Christoph Schlattl nominierte Erzbischof Raitenau am 16. August 1589 Sebastian Cattaneo zu dessen Nachfolger. Anlässlich seiner Bestätigung am 25. August desselben Jahres musste Cattaneo ein Dokument unterzeichnen, in dem in 17 Artikeln seine Rechte und Pflichten festgelegt wurden, wobei vor allem der Gehorsam gegenüber dem Erzbischof herausgehoben wurde. Zugleich übertrug ihm Erzbischof Raitenau das Amt des Generalvikars und des Offizials sowie den Vorsitz im Konsistorium. Die Bischofsweihe spendete ihm der Erzbischof am 3. September desselben Jahres. Da Cattaneo wie alle seine Vorgänger auch Weihbischof in Salzburg war, wurde ihm eine Residenzpflicht in Salzburg auferlegt, das er ohne Zustimmung des Erzbischofs nicht verlassen durfte. Die mit der Übernahme von Chiemsee verbundenen Auflagen bestätigte Cattaneo schriftlich am 22. September 1589.
1595 verschlechterten sich die Beziehungen zwischen Erzbischof Raitenau und Sebastian Cattaneo, wobei vermutet wird, Cattaneo habe seinen Erzbischof wegen dessen Verhältnisses zu Salome Alt denunziert. Auslöser der nachfolgenden Streitigkeiten war die Vakanz der Pfarrei Saalfelden, die im Erzstift Salzburg lag und nach Cattaneos Ansicht zu seiner bischöflichen Ausstattung gehörte. Als der erzbischöfliche Pfleger den Nachlass des verstorbenen Pfarrers von Saalfelden sperrte, war Cattaneo damit nicht einverstanden. Aus Protest begab er sich nach Herrenchiemsee, von wo er sich nochmals an Erzbischof Raitenau wandte und seinen Rücktritt anbot. Der erzbischöflichen Aufforderung, wegen der bestehenden Residenzpflicht innerhalb von zwei Tagen nach Salzburg zurückzukehren, kam er nicht nach. Da eine Lösung der Streitigkeiten nicht abzusehen war, wandte sich Cattaneo an den Papst mit der Bitte, ihn aus Deutschland abzuberufen. Eine vorgesehene Schlichtung durch den bayerischen Herzog lehnte Raitenau ab. Nachdem Cattaneo nicht nach Salzburg zurückkehrte, sperrte er die salzburgische Residenz Cattaneos, den Chiemseehof, vertrieb die chiemseeischen Beamten und sperrte die im Erzstift gelegenen chiemseeischen Güter und Einkünfte. Auch ein Gespräch des nach Herrenchiemsee entsandten Salzburger Domdekans führte nicht zum Erfolg.
Im Winter 1595/96 führte Cattaneo in Rom ein Gespräch mit Papst Clemens VIII., der ihn aufforderte, nach Salzburg zurückzukehren. Daraufhin begab sich Cattaneo nach Herrenchiemsee, von wo aus er dem Erzbischof seine Bereitschaft zur Rückkehr erklärte. Raitenau wies nun sowohl Cattaneo als auch einen Vermittlungsversuch des bayerischen Herzogs zurück. Obwohl der Papst in der Zwischenzeit einer Resignation Cattaneos zugestimmt hatte, bestand letzterer nun auf der Wiedereinsetzung in das Amt und auf der Rückgabe der beschlagnahmten Güter. Da Cattaneo eine Visitation seines Tiroler Sprengels beabsichtigte, beschwerte sich Rainenau darüber bei Erzherzog Matthias. 1598 forderte der Papst den Erzbischof auf, Cattaneo wieder in sein Amt einzusetzen. Obwohl nachfolgend entsprechende Verhandlungen im Kloster St. Zeno in Reichenhall stattfanden, führten sie wegen der unnachgiebigen Haltung Raitenaus nicht zum Erfolg. Stattdessen berief Raitenau ein Lehensgericht ein, das Cattaneo seiner Lehen für verlustig erklärte. Zudem verlangte Raitenau von der oberösterreichischen Regierung, seinen Gegner des Landes zu verweisen und, falls dieser Salzburger Gebiet betreten sollte, ihn gefangen zu nehmen. Daraufhin schenkte Cattaneo die Einkünfte der Jahre 1595–1599 dem Innsbrucker Jesuitenkolleg und ging 1604 nach Mailand zurück, wohin er 16.000 Gulden aus Bistumsbesitz mitnahm.
Nachdem er die Römische Kurie mehrmals um die Übertragung einer neuen Aufgabe gebeten hatte, wurde er zum Koadjutor des Bischofs von Vigevano in Oberitalien ernannt. Zu einem Amtsantritt kam es nicht mehr, da Cattaneo vorher im Mailänder Kloster Sant’ Eustorgio verstarb. In dessen Klosterkirche wurde er beigesetzt.

## Schriften
- Tractatus brevis de Sanctissimorum Sacramentorum legis Evangelic[a]e doctrina. Verona (1582)
- Enchiridion de Sacramentis novae Legis. Passau (1584)
- Summula Doctoris Cattanei Ordinis Praedicatorum, Casus Conscientiae, summa brevitate atque facilitate complectens. Passau (1586)
- Tractatus brevis de censuris ecclesiasticis. Graz (1588)
- Tractatus brevis de censuris ecclesiasticis. Passau (1589)
- Tractatus de Censuris ecclesiasticis. Passau (1589)
- Enchiridion, eorum quae in controversiam vocantur. Ingolstadt (1589)
- Summula Reverendissimi Domini Episcopi Chiemensis casus conscientiae ... complectens. Salzburg (1592)
- Ordinationes ... pro reformatione cleri suae Diocoesis. Salzburg (1594)
- Enchiridion de Sacramentis novae Legis. Salzburg (1594)
- Censura Promovendorum Ad Sacros Ordines, Nec Non Officia & beneficia ecclesiastica. Salzburg (1603)
- Explicatio in Catechismum romanum ex decreto Concilii Trident. editum. Ingolstadt (1590)
- Censura promovendorum ad sacros Ordines. Passau (1629)